# Poecilognathus bicolor
Poecilognathus bicolor är en tvåvingeart som först beskrevs av Daniel William Coquillett 1904.  Poecilognathus bicolor ingår i släktet Poecilognathus och familjen svävflugor.
Artens utbredningsområde är New Mexico. Inga underarter finns listade i Catalogue of Life.